# Antidorcas australis
Antidorcas australis, також відомий як південний спрингбок, є вимерлим видом антилоп із плейстоцену та голоцену Південної Африки. Це близький родич живого спрингбока.
Рід Antidorcas розвинувся з предкового виду Gazella понад 3 мільйони років тому у Східній Африці та дав початок A. australis, Antidorcas bondi та A. recki. Південний спрингбок разом із A. bondi вимерли, ймовірно, нещодавно, 7000 років тому, як мінімум, скам’янілості були задокументовані в найпізніших плейстоценових відкладеннях у печері Нельсон-Бей (13 430–14 140 років до нашої ери).
Південний спрингбок був пов'язаний з видами відкритих середовищ, такими як однокопитні та алцелафінові антилопи. Подібно до сучасних спрингбоків, південний спрингбок, ймовірно, був змішаним кормоїдом, здатним шукати дводольні рослини, коли трава ставала несмачною або малою.